# تكوين مدبي
تكوين مدبي هو تكوين جيولوجي من العصر الجوراسي المتأخر يقع في غرب اليمن.
ويعتبر من العمر الكيمريدجي بناءً على اللافقاريات التي تم العثور عليها فيه. وهو يعادل تكوين ساباتين (Sabatain) من الناحية الجانبية. يتكون مدبي من طبقات الحجر الجيري والرملي والطين الصخري المترسبة في بيئة بحرية ضحلة قريبة من الشاطئ خلال اجتياح بحري واسع على الرف العربي.

### ديناصور من اليمن

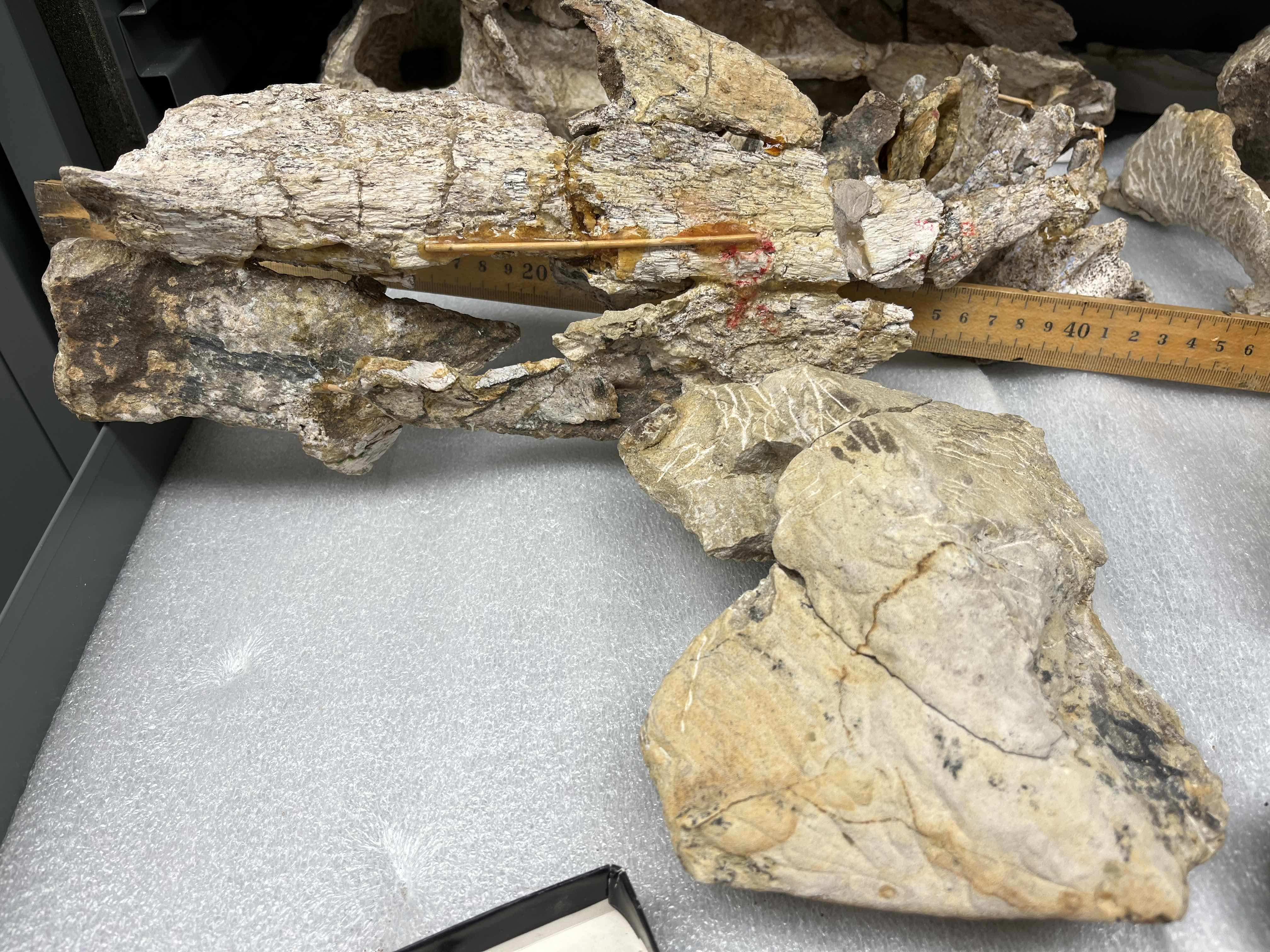
عظمة ديناصور من اليمن - متحف شولر لعلم الحفريات

وجد علماء الإحاثة بقايا فقاريات، بما في ذلك آثار أقدام ديناصورات من قرية مدار التابعة لأرحب في شمال اليمن من نوع طيريات الأرجل.
وفي عام 1990 تم العثور على عظام ديناصورات من نوع سحليات الأرجل في شمال اليمن بين صنعاء وصعدة. فضلاً عن بقايا أسماك قرش محدبات الأسنان، وأسماك بيكنودونت (Pycnodontiformes)، وسلاحف، وتماسيح وسطى.

عظام الديناصور التي تم العثور عليها محفوظة في متحف شولر لعلم الحفريات (Shuler Museum of Paleontology) التابع لجامعة ساوثرن ميثوديستفي في أمريكا. وقد وجدت العظام في حجر رملي متماسك من الكالسيت الصلب، ولم يُجمع منها سوى القليل، حيث بقيت العديد منها في الموقع بانتظار مزيد من الحفريات

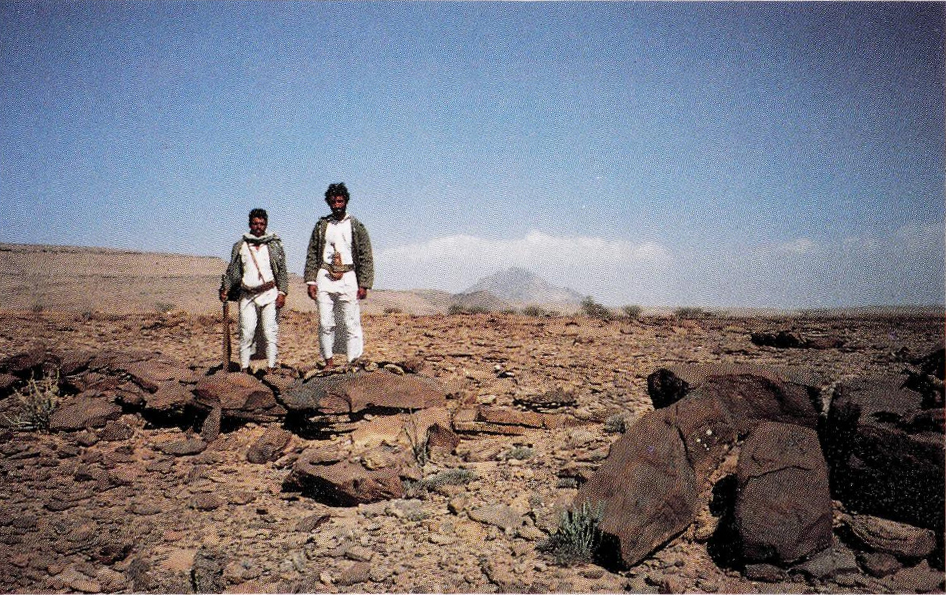
موقع اكتشاف عظام الديناصور، بين صنعاء وصعدة

## الحواشي
1. ↑  Stevens، Nancy J.؛ Hill، Robert V.؛ Al-Wosabi، Mohammed؛ Schulp، Anne؛ As-Saruri، Mustafa؛ Al-Nimey، Fuad؛ Jolley، Lea Ann؛ Schulp-Stuip، Yvonne؛ O’Connor، Patrick (1 سبتمبر 2013). "A middle Eocene mesoeucrocodylian (Crocodyliformes) from the Kaninah Formation, Republic of Yemen". Geologos. ج. 19 ع. 3: 175–183. DOI:10.2478/logos-2013-0010. ISSN:2080-6574. مؤرشف من الأصل في 2022-10-13.
2. ↑  Schulp، Anne S.؛ Al-Wosabi، Mohammed؛ Stevens، Nancy J. (21 مايو 2008). "First Dinosaur Tracks from the Arabian Peninsula". PLoS ONE. ج. 3 ع. 5: e2243. DOI:10.1371/journal.pone.0002243. ISSN:1932-6203. مؤرشف من الأصل في 2023-03-10.{{استشهاد بدورية محكمة}}:  صيانة الاستشهاد: دوي مجاني غير معلم (link)
3. ↑  أخضر، حلم (1 نوفمبر 2019). "قصة اكتشاف حقبة الديناصورات في اليمن". حلم أخضر. مؤرشف من الأصل في 2021-05-24. اطلع عليه بتاريخ 2024-08-13.
4. ↑  Jacobs, L.L.; Murry, P.A.; Downs, W.R.; El-Nakhal, H.A. (1999). "A dinosaur from the Republic of Yemen". In Whybrow, P.J. (ed.). Fossil vertebrates of Arabia (بالإنجليزية). Yale University Press. pp. 454–459.
5. ↑  Weishampel, et al. (2004). "Dinosaur distribution." Pp. 517-607.
6. ↑  Al-Barriyah, Sharikat Abu Zaby Lil-Amaliyat Al-Batruliyah (1 Jan 1999). Fossil Vertebrates of Arabia (بالإنجليزية). Yale University Press. ISBN:978-0-300-07183-2. Archived from the original on 2024-08-13.